# 妙高市立妙高小学校
妙高市立妙高小学校（みょうこうしりつ みょうこうしょうがっこう）は、新潟県妙高市大字関山にある市立小学校。

## 沿革
- 2005年（平成17年）4月1日 - 妙高村[1]の関山・原通・大鹿の3つの小学校を統合して開校した。
- 2024年（令和6年）10月19日 - 創立20周年記念式典挙行し、つばさ発表会開催[2]。

## 学校行事
| - 4月 始業式、入学式、交通安全教室、家庭訪問、1年生を迎える会 - 5月 避難訓練 - 6月 | - 7月 終業式 - 8月 始業式 - 9月 マラソン大会 | - 10月 - 11月 6年生修学旅行 - 12月 終業式 | - 1月 始業式 - 2月 スキー教室 - 3月 6年生を送る会、終業式、卒業式 |

## 通学区域
- 大字関山（行政区 赤倉温泉区を除く）、大字坂口新田、大字葎生、大字大谷、大字住吉、大字上中村新田、大字桶海、大字東四ツ屋新田、大字東福田新田、大字花房、大字田中村新田、大字岡新田、大字橋本新田、大字中島新田、大字東田屋新田、大字上大塚新田、大字坂下新田、大字寺尾、大字中原新田、大字祖父竹、大字今府、大字窪田新田、大字西田屋新田、大字大鹿、大字樽本甲、大字樽本乙、大字樽本丙、大字土路、大字原通、大字米島新田、大字北田屋新田[3]。

## 進学先中学校
- 妙高市立妙高中学校 - 主な進学先[3]

## 周辺
- 国道18号
- 関山郵便局
- セブンイレブン妙高関山店

## アクセス
- 妙高市営バス「妙高めぐりん」関・燕温泉線で、「妙高小学校前」バス停下車。
- えちごトキめき鉄道妙高はねうまライン関山駅から、上述の「妙高めぐりん」で、「妙高小学校前」バス停まで2分。ただし、「北山」経由便は、「妙高小学校前」は経由しない[4]。